# Emeric d'Hongria
|  | Aquest article tracta sobre el sant del segle XI. Si cerqueu al rei d'Hongria del segle XII, vegeu «Emeric I d'Hongria». |

Emeric d'Hongria o Imre (Székesfehérvár, 1000 - Hegyközszentimre, 2 de setembre de 1031) va ser un príncep hereu d'Hongria, proclamat sant el 1083.
Emeric va néixer l'any 1000 o el 1007, segon fill d'Esteve I d'Hongria i Gisela de Baviera. Va ser l'únic dels tres fills de la parella que va arribar a adult. La seva educació va ser confiada, entre els quinze i els vint-i-tres anys, al bisbe de Csanád, Gerard Sagredo, que va fer del noi un caràcter ascètic i espiritual.
Es va casar, però no se sap ben bé la identitat de la seva muller: probablement va ser la romana d'Orient Irene, parent de Basili II, o Patricissa de Croàcia o, potser, Adelaida de Polònia. Destinat a succeir el seu pare, que estudiava associar-lo al tron i governar junts, no arribà mai al poder, ja que va morir prematurament per les ferides que li va provocar un senglar mentre era de caça, el 2 de setembre de 1031.
Va ser sepultat en l'església de Székesfehérvár. En poc temps, va esdevenir un lloc visitat, ja que es deia que s'hi produïen guaricions miraculoses i conversions d'infidels. Ladislau I d'Hongria en va ordenar l'exhumació el 5 de novembre de 1083 per a la canonització que va tenir lloc conjuntament amb la del seu pare i el seu educador, pel papa Gregori VII.

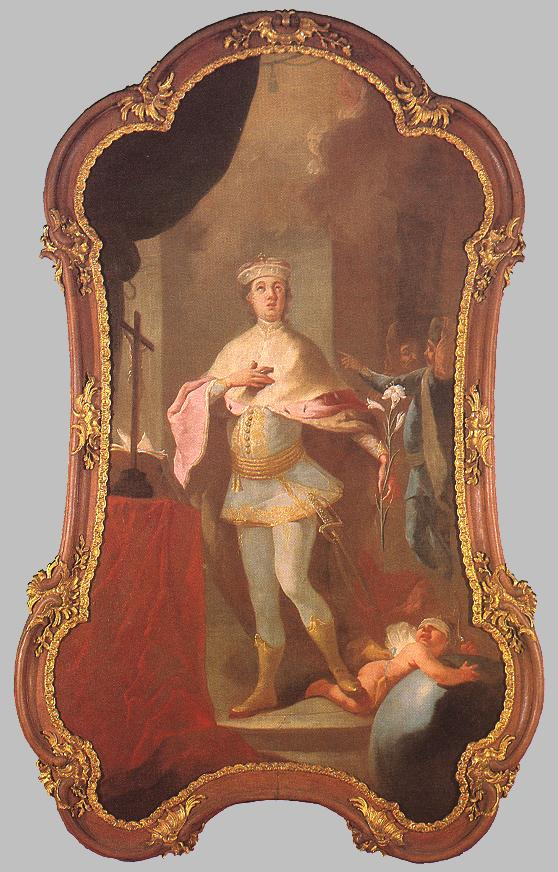
Pintura de Johan Ignaz Cimbal, ca. 1740
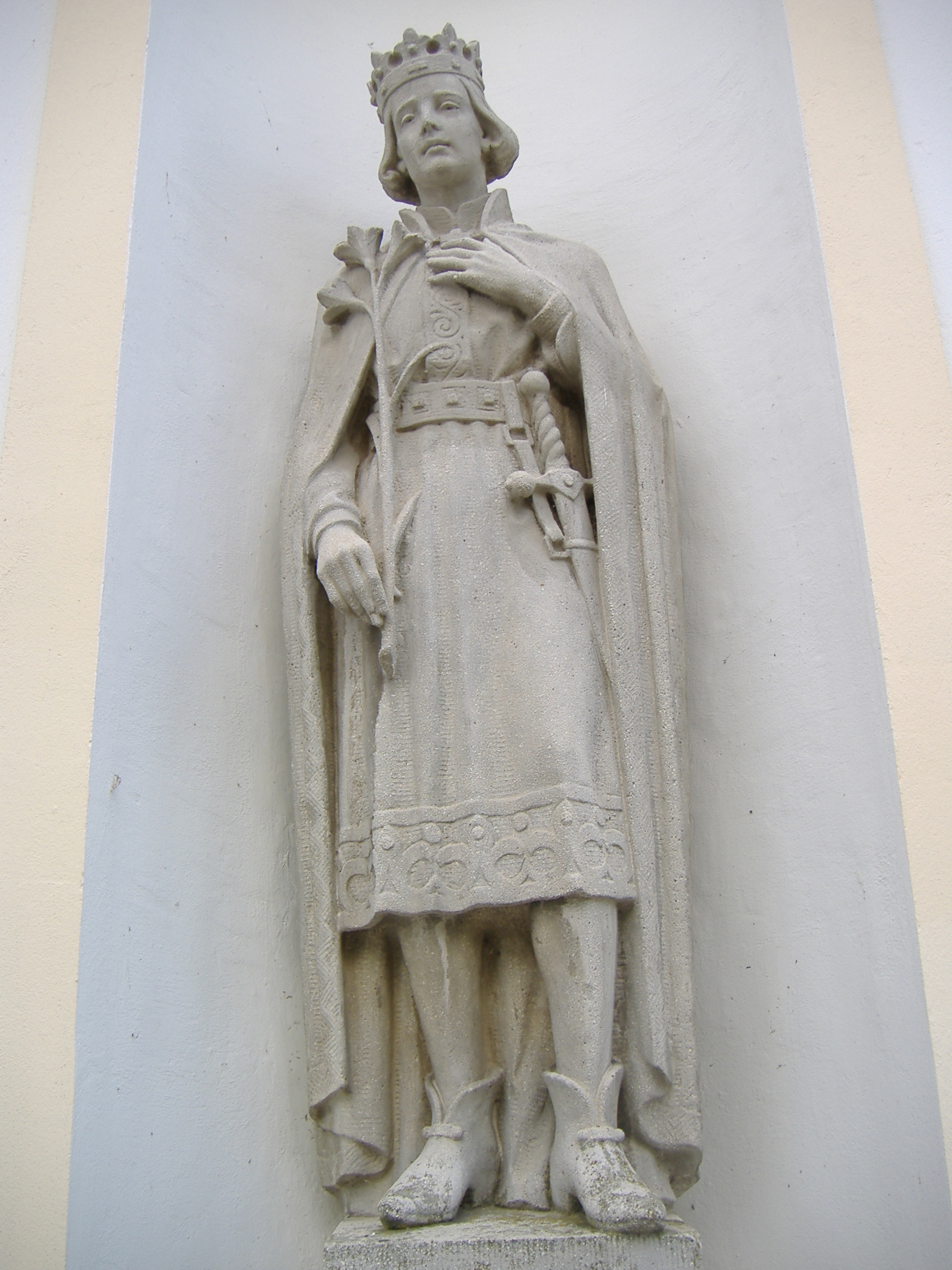
Estàtua en Apátfalva (Hongria)
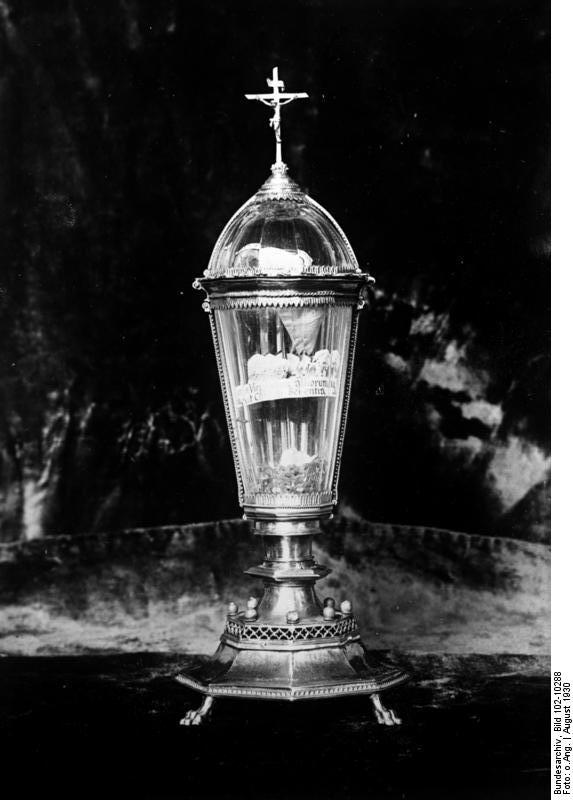
Relíquia del sant a Aquisgrà, foto de 1930
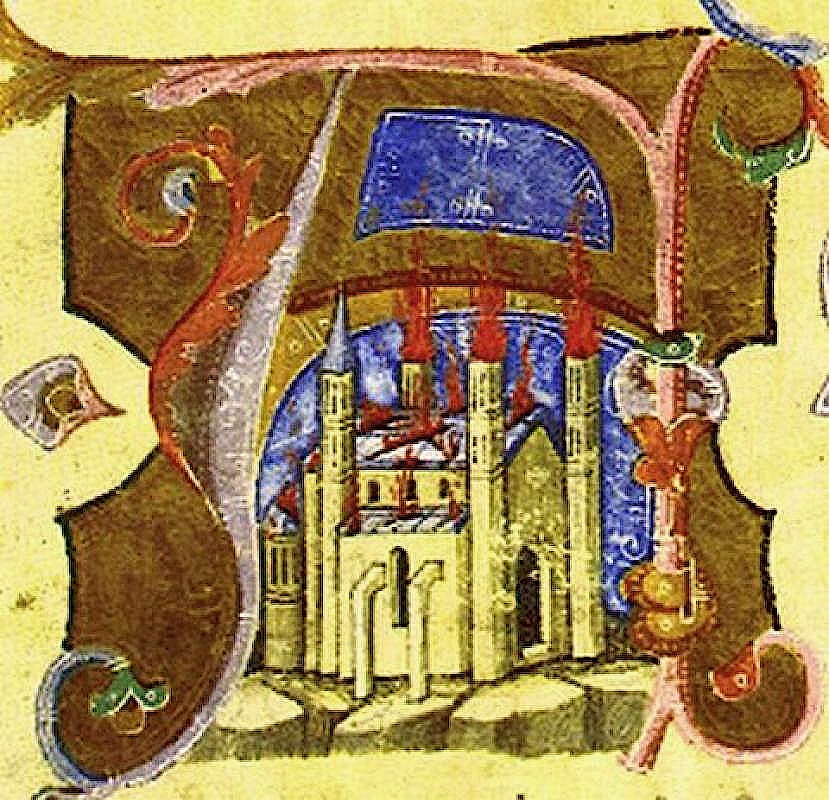
Catedral de Székesfehérvár